# 김진균 (건축가)
김진균은 대한민국 건축가이다. 1968년 서울대학교를 졸업하고, 1980년 MIT에서 건축학 석사학위를 받았다. 1981년 서울대학교 교수로 임용됐으며, 1997년 서울시립대학교 공학박사학위를 받았다. 2002년부터 2년가 대한건축학회 회장을 역임했다. 건축계에서 교육자와 정책 조언자로서 공로를 인정받고 있는 인물이다.

## 소개[2]
김진균 서울대학교 건축학과 교수는 건축계에서 이미 교육자와 정책 조언자로서 공로를 인정받고 있는 인물이다. 김 교수는 30년 이상 교육계에 몸 담으면서 건축 교육에 헌신해 왔다. 지난 1974년 울산대학교 교수직을 시작으로 1981년부터 서울대학교 건축학과에서 수많은 제자들을 길러냈다. 최근엔 한국건축학교육인증원 원장을 맡아 한국 건축학 교육의 국제적인 공인에도 힘을 기울이고 있다. 
김 교수는 건축계의 지도자로서도 헌신해왔다. 2002년부터 2년간 대한건축학회 회장을 지냈으며 한국교육시설학회 회장(2000~2002), 한국건축단체연합회(FIKA) 회장(2003~2004) 등을 역임했다.
각종 공모전과 설계경기의 심사위원장도 도맡아 하고 있다. 특히 2000년부터 매일경제신문사가 주관하는 살기 좋은 아파트 선정위원으로 활동해 주거 문화 발전에 크게 기여했다. 이 밖에 2000년 천년의 문 설계 경기 심사, 2003년 백남준아트센터 현상설계 국제공모전 심사위원 등을 역임했다.
김 교수는 건축계의 조언자로서도 많은 역할을 해왔다. 특히 적지 않은 정부 산하 건축위원회에 참여하면서 국내 건축계에 큰 방향을 제시해왔다. 서울특별시건축위원회 위원(1998~2000), 대한주택공사 설계자문위원(2000~2002), 서울특별시 건축분쟁조정위원회 위원(2000~2003), 건설교통부 중앙건축위원회 위원(2003~2005), 서울특별시 도시개발공사 설계자문위원회 위원(2003~2005), 신행정수도건설 추진위원회 자문위원회 위원(2004~현재) 등을 역임했다. 2004년부터 4년간 초고층건설기술개발연구단 단장으로도 활동했다.
김 교수는 대표작으로 최근 완공한 단국대학교 죽전신캠퍼스를 꼽았다. 이 밖에도 서울대학교 관악캠퍼스 재건축 및 조경 마스터플랜(2004), 서울대학교 부설학교 이전 신축(2001) 등에도 참여했다.
한편 김 교수는 한국교육시설학회 공로상(2003), 경기도 건축문화상(2003), 대한건축학회 공로상(2000), 국무총리표창 조직위원 공로상(1999) 등을 수상한 바 있다.